# Krachappi
Le krachappi (thaï : กระจับปี่), également orthographié grajabpi, est un luth  thaïlandais à cordes pincées et fretté, qui est utilisé dans la musique classique thaïlandaise. 

## Mythologie
Sous l'ére Ayutthaya, il était écrit dans la loi, que toute chanson  accompagnée par du krachappi, d'un pipeau, ou d'une flûte,  devait être acclamée par la foule,  quel que soit le lieu où ils se produisaient. Par la suite, l'instrument ne fut plus utilisé que dans les cérémonies et les rituels. De nos jours compte tenu de la difficulté de son jeu, il est  tombé en désuétude, de ce fait ce n'est que très rarement que des musiciens l'utilisent. L'origine du mot  krachappi est supposée provenir du mot javanais "kanjapi", le mot kanjapi est basé sur le vocabulaire pali, en sanskrit ce terme signifie tortues. L'œuf, le crâne rond et le dos plat de la tortue confèrent une certaine ressemblance avec l'instrument.

## Structure
Le krachappi est l'un des plus anciens instruments classiques de Thaïlande qui est très  peu utilisé depuis le XXe siècle. Le dos de l'instrument est un assemblage de fines planches appelées côtes assemblées (avec de la colle) bord à bord pour former le corps très arrondi est fabriqué dans le bois de teck ou celui du jacquier. Il comporte quatre cordes réparties en deux rangées que le musicien pince avec l'aide d'un plectre. L'instrument est généralement pourvue d'une longue "queue" en bois sculptée. Son épaisseur est d'environ 7 cm, sa largeur de 44 cm. Le cheviller  mesure 40 cm, il est placé dans l'axe du manche et comporte quatre clavettes de 27,94 cm, la longueur du manche étant d'environ 138 cm. La mesure totale de l'instrument de la tête à son extrémité est d'environ 180 cm, ce qui en fait un instrument élancé.

## Utilisation
À l’heure actuelle, l'orchestre s'est élargi à d'autres instruments, le gobo, à la voix douce était difficilement audible. Le département des beaux-arts thaïlandais y a donc incorporé une série de cinq gongs, contemporains au krachappi. Ils ont été intégrés dans d'autres opus, notamment dans le ballet "Dance de Sri Wichai et Lopburi" basée sur le concept du maître Thanit Na Pho, ancien directeur général du département des Beaux-Arts, avec le compositeur Montri Tamot en tant que c, et ne disparaît toujours pas de la musique thaïlandaise. 